# Libinia setosa
Libinia setosa is een krabbensoort uit de familie van de Epialtidae. De wetenschappelijke naam van de soort is voor het eerst geldig gepubliceerd in 1877 door Lockington.